# 小島猛

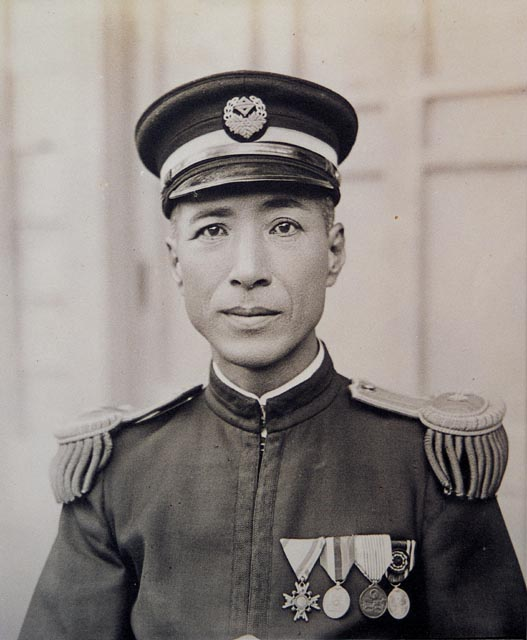
小島猛

小島 猛（こじま たけし、1895年〈明治28年〉2月24日 - 没年不明）は、大正から昭和時代前期の台湾総督府官僚。彰化市尹、高雄市長。

## 経歴
熊本県八代郡和鹿島村大字島地（現・氷川町島地）で興太郎の長男として生まれる。1911年（明治44年）8月、台湾総督府土木課に奉職。その間、私立台北中学舎に入り、1913年（大正2年）4月に卒業。1918年（大正7年）5月、普通文官試験に合格し、台湾総督府工事部書記として庶務課勤務を発令される。
1927年（昭和2年）8月より水利委員会書記を兼務し、1931年（昭和6年）5月に地方理事官に進み、基隆市助役に就任。1934年（昭和9年）5月、台北州蘇澳郡守を経て、1936年（昭和11年）新竹州苗栗郡守に転じた。ついで1939年（昭和14年）4月に彰化市尹を経て、1941年（昭和16年）1月に高雄市長に就任した。
翌年の1942年（昭和17年）5月、官界を去り、台中州青果同業組合常任副組長に就任した。